# Angerboda
Angerboda (Angrboda) – postać z mitologii nordyckiej, gigantka. Choć nie była żoną boga Lokiego, urodziła mu trójkę potomstwa: gigantycznego wilka Fenrira, boginię Hel oraz Węża Midgardu, Jormunganda. Jej imię tłumaczy się jako „zwiastun smutku”.